# Campionati europei di ciclismo su strada 2014 - Cronometro maschile Under-23
La cronometro maschile Under-23 dei Campionati europei di ciclismo su strada 2014 si è svolta l'11 luglio 2014 in Svizzera, con partenza ed arrivo a Nyon, su un circuito di 13,45 km da ripetere 2 volte per un totale di 26,9 km. La medaglia d'oro è stata vinta dallo svizzero Stefan Küng con il tempo di 33'55"81 alla media di 47,6 km/h, davanti all'italiano Davide Martinelli e al russo Aleksandr Evtušenko.

## Classifica (Top 10)
| Pos. | Corridore              | Squadra     | Tempo    |
| ---- | ---------------------- | ----------- | -------- |
| 1    | Stefan Küng            | Svizzera    | 33'55"81 |
| 2    | Davide Martinelli      | Italia      | a 24"    |
| 3    | Aleksandr Evtušenko    | Russia      | a 46"    |
| 4    | Steven Lammertink      | Paesi Bassi | a 52"    |
| 5    | Maximilian Schachmann  | Germania    | a 58"    |
| 6    | Marlen Zmorka          | Ucraina     | s.t.     |
| 7    | Seid Lizde             | Italia      | a 1'05"  |
| 8    | Tom Bohli              | Svizzera    | a 1'08"  |
| 9    | Matthias Plarre        | Germania    | a 1'19"  |
| 10   | Marcus Fåglum Karlsson | Svezia      | a 1'20"  |